# Miguel Ángel Cuello
Miguel Ángel Cuello (27 de febrero de 1946 en Elortondo, provincia de Santa Fe, Argentina, † 14 de septiembre de 1999) fue un boxeador argentino que alcanzó el título de campeón mundial de la categoría peso semipesado, entre los años 1977 y 1978. Su récord es de 22 peleas: 21 ganadas (19 KO), 1 perdida. 

## Biografía
Nacido en un pequeño pueblo de 6.000 habitantes de la provincia de Santa Fe (lugar donde son oriundos los futbolistas Hugo Gottardi, Rafael Maceratesi, la jueza Dalma Giaccaglia, el docente y periodista Juan Carlutti, el investigador Bressan, entre otros) Cuello fue un talentoso peleador que hizo una carrera corta pero muy exitosa y fue la prueba de que un boxeador no necesariamente necesita muchas peleas para llegar al nivel más alto. Durante su breve carrera ganó el campeonato del mundo de la categoría medio pesado del Consejo Mundial de Boxeo (WBC) y el campeonato de la misma categoría de la Argentina. Su entrenador fue el legendario Amílcar Brusa y su mánager fue Umberto Branchini.
Durante su carrera, derrotó a los hombres tales como Jesse Burnett, Mario Almanzo, Ray Anderson, Juan Aguilar y Aldolfo Cardozo.

### Aficionado
Cuello representó a Argentina como medio pesado en los Juegos Olímpicos de 1972 realizados en  Múnich. Los resultados fueron:
- Derrotó a Ottomar Sachse (Alemania del Este) 4-1
- Derrotó a Marin Culineac (Rumania) por KO en la segunda vuelta.
- Perdió ante Mate Parlov (Yugoeslavia) por llegar tarde por un error dirigencial del cual Cuello era inocente..

### Profesional
1973
- Derrotó por KO Técnico en la 2° vuelta a Ivan Rojas. Venado Tuerto, Argentina, 25 de julio.
- Derrotó por KO Técnico en la 2° vuelta a Adolfo Cardozo. Buenos Aires, Argentina, 25 de agosto.
- Derrotó por KO en la 2° vuelta a Carlos Santagada. Venado Tuerto, Argentina, 20 de octubre.
- Derrotó por KO Técnico en la 2° vuelta a Simeon Gallardo. Buenos Aires, Argentina, 10 de noviembre.
- Derrotó por puntos (10 vueltas) a Juan Aguilar. Buenos Aires, Argentina, 24 de noviembre.
- Derrotó por KO Técnico en la 2° vuelta a Simeon Gallardo. Salta, Argentina, 12 de diciembre.

1974
- Derrotó por KO Técnico en la 2° vuelta a Ivan Rojas. Venado Tuerto, Argentina, 19 de abril.
- Derrotó por KO en la 1° vuelta a Luis Colen. San Juan, Argentina, 7 de junio.
- Derrotó por decisión técnica a Roberto Aguilar. Buenos Aires, Argentina, 10 de julio.
- Derrotó por KO en la 2° vuelta a Roberto Aguilar. San Juan, Argentina, 27 de septiembre.
- Derrotó por KO Técnico en la 1° vuelta Guillermo Aguirrezabala. Buenos Aires, Argentina, 11 de diciembre.

1975
- Derrotó por KO Técnico en la 4° vuelta a Raul Loyola. Córdoba, Argentina, 7 de marzo. Campeonato Medio Pesado de Argentina.
- Derrotó por KO en la 3° vuelta a Roberto Águila. Venado Tuerto, Argentina, 13 de junio. Campeonato Medio Pesado de Argentina.
- Derrotó por KO en la 4° vuelta a Ivan Rojas. Rosario, Argentina, 10 de octubre. Campeonato Medio Pesado de Argentina.
- Derrotó por KO Técnico en la 2° vuelta a Charles Freeman. Paris, Francia, 13 de diciembre.

1976
- Derrotó por KO Técnico en la 2° vuelta a Phil Matthews. París, Francia, 2 de febrero.
- Derrotó por KO en la 6° vuelta Ray Anderson, Hamburgo, Alemania, 20 de febrero.
- Derrotó por KO en la 2° vuelta a Mario Almanzo.  Kiel, Alemania, 3 de abril.
- Derrotó por KO Técnico en la 4° vuelta a Wayne Magee. Milán, Italia, 1 de octubre.
- Derrotó por KO Técnico en la 1° vuelta a Kurt Luedecke. Milán, Italia, 28 de octubre.

1977
- Derrotó por KO en la 9ª vuelta a Jesse Burnett. Montecarlo, Monaco, 21 de mayo. Campeonato Medio Pesado del Consejo Mundial del Boxeo Vacante.

1978
- Perdió por KO en la 9° vuelta ante  Mate Parlov.  Milán, Italia. Enero 7. Campeonato Medio Pesado del Consejo Mundial del Boxeo.